# Benito Díaz
Benito Díaz Iraola (San Sebastián, 17 de julio de 1898 - 1 de abril de 1990) fue un jugador y entrenador de fútbol. Su vida deportiva estuvo ligada sobre todo a la Real Sociedad, aunque como entrenador llegó a dirigir a la Selección española.

## Trayectoria

### Jugador
En sus inicios deportivos, aún en el fútbol base, aparecen los nombres de clubes de su tierra como el Unión Sportiva, Gure Artea, Arenas de Gros y Fortuna, si bien a los 17 años ya aparece ligado al club que tendría más importancia en su carrera deportiva: la Real Sociedad. En este club de San Sebastián jugaría diez años (1917-1927), el último de ellos compaginando la labor de jugador con la de entrenador.

## Carrera como entrenador
En 1926, siendo aún jugador del primer equipo, se hace cargo de la dirección de la Real Sociedad. Estaría al frente del club vasco hasta 1930, año en que decide dejar el fútbol

### En Francia alejado del fútbol (1930-36)
Al finalizar la temporada 1929-30 Benito Díaz decidió dejar de entrenar para dedicarse a negocios que no tenían ninguna relación con el mundo del fútbol y que le podían reportar mayores ingresos. Durante los siguientes 6 años se dedicará a la exportación de naranjas a Francia.
Cuando estalló la guerra civil española en julio de 1936, Benito Díaz aprovechando sus contactos en el país vecino se exilió allí. El estallido de la guerra le dejó sin medio de subsistencia al paralizarse prácticamente el comercio entre ambos países. Para buscarse un medio de vida, Benito Díaz ofreció sus servicios como entrenador al equipo francés que estuviera interesado mediante un pequeño anuncio publicado en la prensa local del País Vasco Francés.
« Bénito Diaz, ancien entraîneur Real Sociedad San Sebastian réfugié à Hendaye accepterait de s'occuper de la formation de cadets et de minimes d'un club français ».
Este hecho llegó a oídos de los responsables del FC Girondins de Burdeos, equipo amateur que se había formado ese mismo año en Burdeos por la fusión de dos clubes (Girondins Guyenne Sport y Bordeaux FC) y que tenía aspiraciones de conseguir una licencia de equipo profesional para la ciudad de Burdeos.

### Primer entrenador de la historia del Girondins (1936-43)
En 1936 es contratado por el FC Girondins de Burdeos convirtiéndose en el primer entrenador de la historia de este club. Benito Díaz se llevó al Girondins a dos jugadores vascos que escaparon de la guerra como Santiago Urtizberea y Jaime Mancisidor; y con ellos logró proclamar al Girondins Campeón de Francia Amateur de 1937, venciendo en la final al FC Scionzer por 2:1. Era la primera vez que un equipo del Sudoeste de Francia se alzaba con un título nacional.
Gracias a este éxito, el Girondins fue aceptado por la Federación Francesa como equipo profesional de cara a la temporada 1937-38 y fue encuadrado en la Segunda División Francesa. Los tres jugadores clave de aquel Girondins eran el portero André Gérard, el defensa Mancisidor y el propio Urtizberea en la delantera. Benito Díaz no solo era el entrenador de aquel equipo sino que lo era casi todo (médico, masajista, psicólogo, organizador, gestor, etc.). Díaz logró asentar los inicios de un club en los años más difíciles del fútbol francés, club que a posteriori acabaría convirtiéndose en uno de los importantes del fútbol galo.
La temporada de debut del Girondins en la liga francesa eso sí fue decepcionante, con el equipo en penúltimo lugar de su grupo de la Segunda División.Posteriormente en el play-off de descenso hizo un buen papel y salvó la categoría. En su segunda temporada (1938-39) ocupó un puesto en la mitad de la tabla del único grupo que compuso la Segunda División fallando también en el intento de lograr el ascenso a la máxima categoría.
En septiembre de 1939 estalló la Segunda Guerra Mundial que puso patas arriba el fútbol profesional francés. Durante los años de la guerra las competiciones ligueras de fútbol no llegaron a suspenderse aunque su normal transcurso fue afectado. Dichos campeonatos son denominados campeonatos de guerra y no se computan en los palmarés de los equipos franceses como títulos de Liga. Paradójicamente el conflicto bélico convirtió al FC Girondins en uno de los conjuntos más potentes del fútbol francés, ya que su plantilla se vio menos afectada que otros clubes por las movilizaciones de la guerra. En la triste temporada de 1939-40 el Girondins se proclamó campeón de la Zona Sudoeste y venció al Campeón del Sudeste, el OGC Nice por 3-0 proclamándose Campeón del Sur de Francia. Sin embargo no pudo disputar el título de Campeón de Francia, ya que el Campeonato del Norte tuvo que suspenderse a causa de la invasión alemana.
En 1940 el Girondins se fusionó con el Association Sportive du Port, pasando a llamarse Girondins A.S.P. Esta fusión evitó que los jugadores del Girondins fueran deportados a la realización de trabajos forzados, ya que pudieron ser inscritos como bomberos del puerto de Burdeos. Un año más tarde, en 1941, el Girondins A.S.P. ganaría la primera Copa de Francia de su historia.  Por la peculiar situación administrativa de Francia en aquel momento, parcialmente ocupada por Alemania, el torneo tuvo varias finales. El Girondins se enfrentó en primer lugar al Red Star FC de París por el campeonato de la Francia ocupada al que ganó por 3-1; luego al Toulouse FC, campeón de la Francia libre o de Vichy al que venció también por ese mismo resultado. El último partido le enfrentó a SC Fives de la zona prohibida del Norte-Paso de Calais. En este último partido se impuso por 2:0 con goles de Urtizberea, alzándose con el título finalmente. El Girondins necesitaría 45 años más y 6 finales para volver a levantar la Copa de Francia.
La temporada 1941-42 fue la última temporada de Benito Díaz al frente del club girondino, una temporada de transición en la que el Girondins no pasó de 5.º en la Liga y fue eliminado en semifinales de Copa. Francia se encontraba en lo más crudo de la ocupación alemana y en julio de 1942 Benito Díaz tomó la decisión de retornar a España tras serle ofrecido el puesto de entrenador de la Real Sociedad. En aquel momento es preferible para Díaz entrenar en la España de la postguerra a pesar de ser él mismo simpatizante de la derrotada República, que en la Francia ocupada.

### Segunda etapa en la Real Sociedad: el equipo ascensor (1942-1951)
De vuelta en la Real Sociedad, se iniciaría otro largo período, hasta 1951 al frente del banquillo blanquiazul.
Durante estos años entrenaría también a la Selección española, con la que acudiría, formando tándem con Guillermo Eizaguirre al Mundial de 1950 en Brasil, en la que obtendrían la cuarta plaza que durante sesenta años sería la más alta alcanzada por el combinado nacional.
Su última aparición en los banquillos sería en la temporada 1953/54, al frente del Atlético de Madrid.
Benito Díaz sería impulsor y dirigente durante muchos años del Comité Técnico de Entrenadores de la Real Federación Española de Fútbol.
En 1968 le fue concedida la Medalla de Plata al Mérito Deportivo por la Delegación Nacional de Educación Física y Deportes (antecesora del actual Consejo Superior de Deportes).